# 네발나비
네발나비 또는 남방씨알붐나비는 나비목 네발나비과의 나비이다. 애벌레의 먹이식물은 환삼덩굴이며, 집을 지어서 생활한다. 네발나비의 애벌레는 다른 네발나비과의 애벌레들처럼 돌기가 있다. 성충 상태로 월동한다. '남방씨알붐나비'라는 이름은 뒷날개에 C(씨)자 무늬가 있기 때문이다. 학명인 c-aureum 역시 뒷날개의 C자 무늬에서 유래한다.
앞다리가 퇴화되어 다리가 4개인것처럼 보인다 하여 네발나비라 불린다.

## 사진

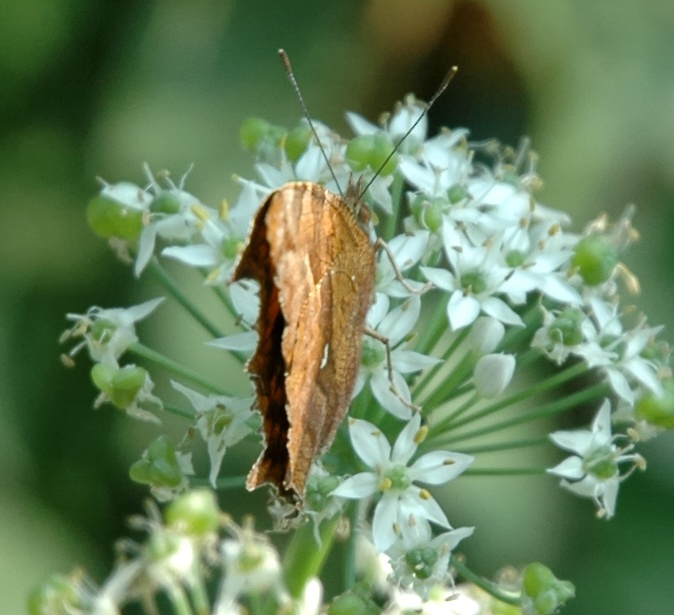
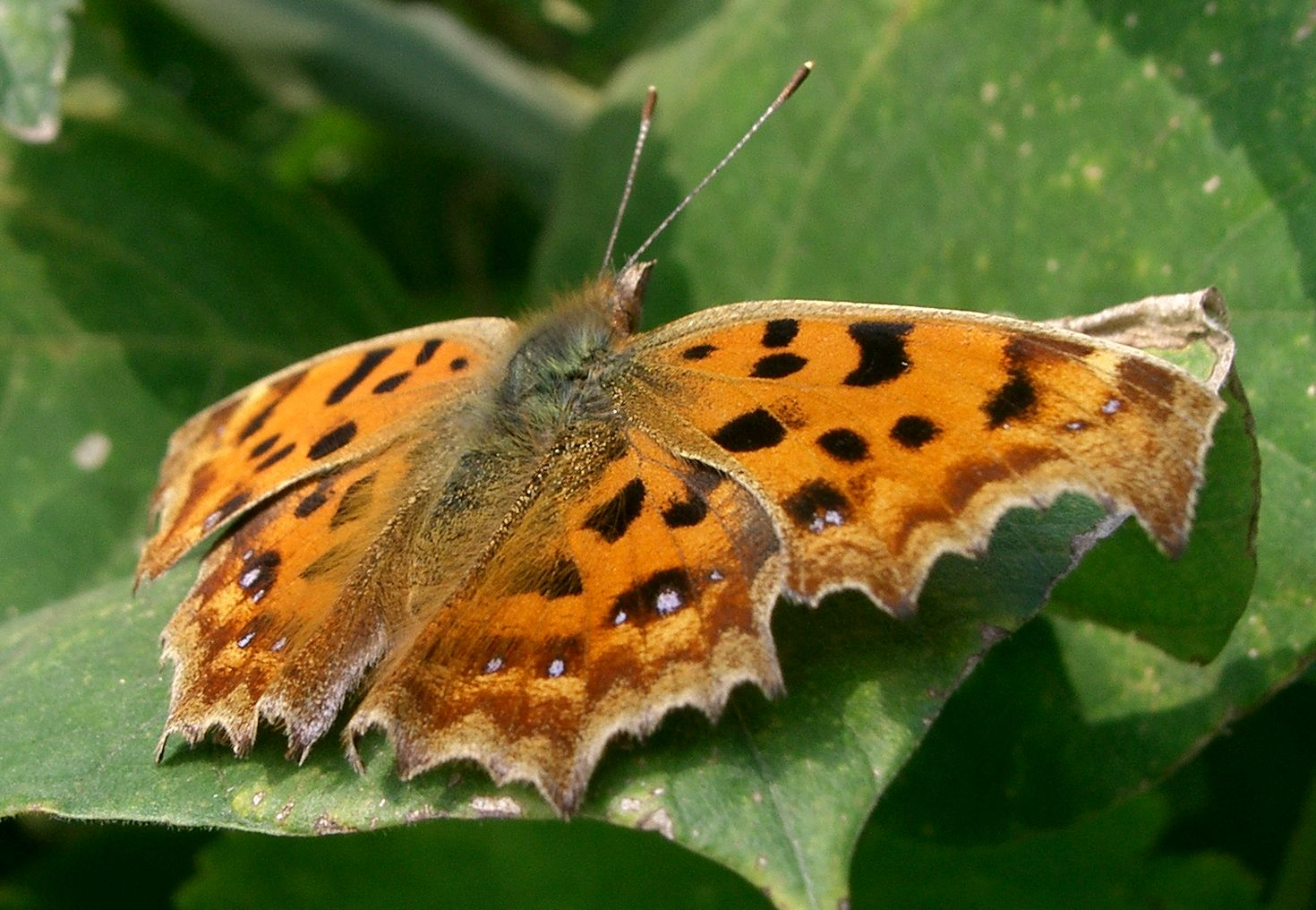
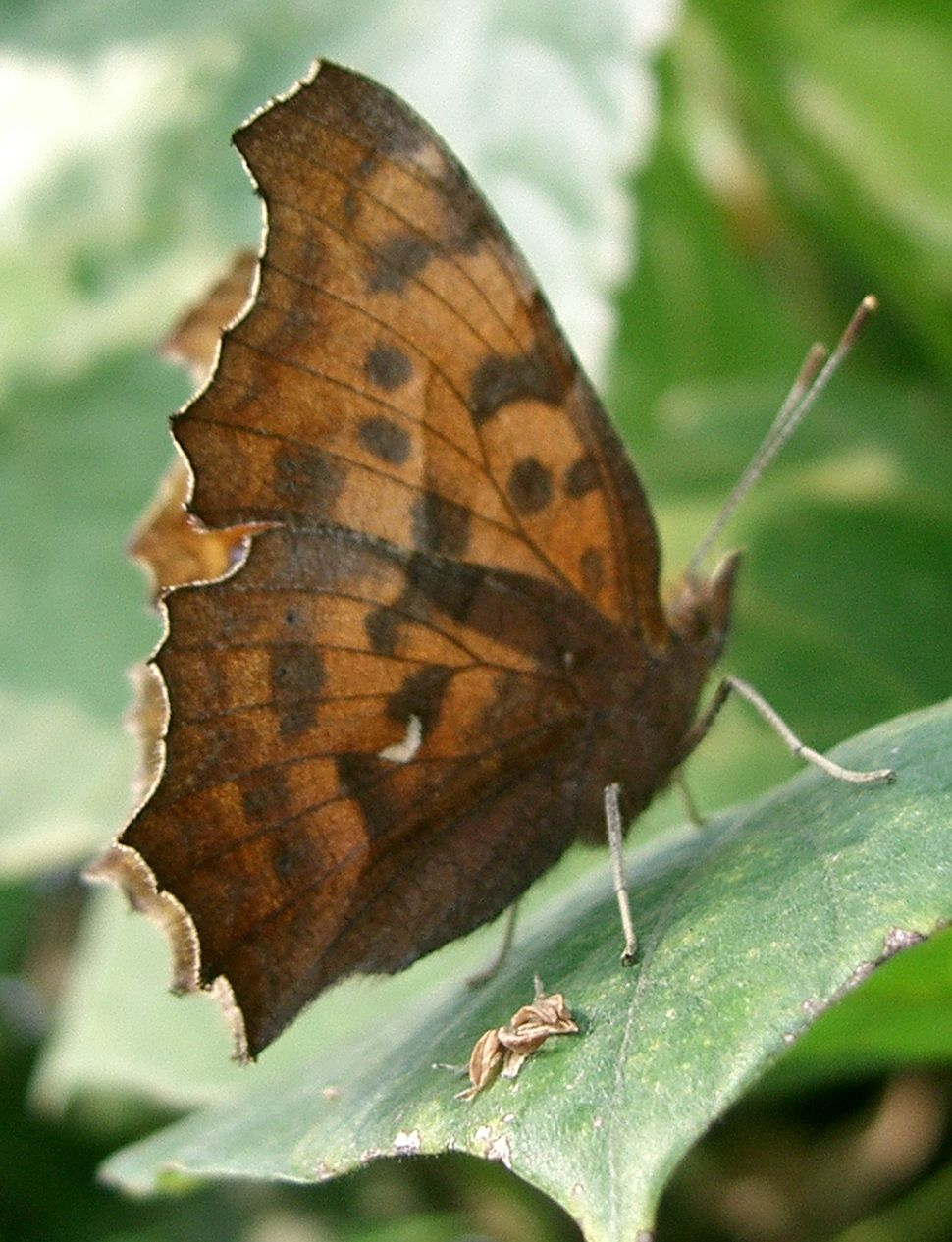